# テトリス効果
テトリス効果（テトリスこうか、英: Tetris effect、俗に「テトリス病」や「テトリス症候群」とも）とは、思考、イメージ、夢が支配されるほどに、何かに充分な時間と精力を割り当てる能力のことである。この効果はコンピュータゲーム『テトリス』にちなんで命名された。テトリスでは、プレーヤーは4つのブロックで構成されるテトロミノ（tetromino）を回転・移動させる。プレーヤーがうまく形を整え、水平方向に隙間無くブロックをそろえることができれば、そのブロックの段は除去される。ゲームの目的は、画面がブロックで埋め尽くされるまでに、できるだけ多くの段を取り除くことである。
テトリスを長時間プレイした経験をもつ人物の多くは、スーパーマーケットの棚にある箱や道にある建物など、実世界のさまざまな形を互いにはめ込む方法について、いつのまにやら自分が考えていたことに気づく、ということがある。この意味で、テトリス効果は習慣の一種であるといえる。
視野の片隅で、あるいは目を閉じたときに、テトリス図形が落下していくのが見えることもあるだろう。この意味では、テトリス効果は幻覚の一種である。
眠りについたときには、テトリス図形が落下していく夢を見ることもあるだろう。この意味では、テトリス効果は、入眠時心像体験の一種でもある。

## 他の例
テトリス効果は、他のビデオゲームでも同様に生じる。持続的な視覚課題を伴えば、たとえば、顕微鏡のスライド上で細胞を分類したり、草むしりをしたり、果実の採集をしたり、ハンバーガーを組み立てたり、チェスをプレイするのでも生じる。また、この効果は視覚以外の感覚モダリティーでも生じる。聴覚で例をあげると、不意に頭の中で、印象的なメロディが再生される、という傾向はそれである。運動感覚での例として、長期間航海をした後、はじめて陸地にあがった人物は、意図せずに体を前後させながら動くだろう。これは、このような運動を生じる船上に順応した結果である（下船病として知られる）。ルービックキューブでも同様である。このパズルでは、キューブの側面を回転させて、各面の色を揃えるのがプレーヤーの目標である。プレーヤーは、床や天井に四角形を見たり、それがルービックキューブのように回転するのを想像するだろう。

## 記憶研究における位置づけ
Stickgold et al.（2000）はテトリスのイメージはある種の記憶であり、手続き的記憶と関連すると考えた。彼らの報告によれば、逆行性健忘で新規の宣言的記憶を形成できない患者でも、テトリスを一日中プレイした後には、図形が落下する夢を見たのであるが、ゲームをプレイしたという記憶そのものは思い出すことはできないという。

## トラウマ軽減の仮説
オックスフォード大学のEmily Holmes博士は、心的外傷後ストレス障害（Post-traumatic stress disorder、トラウマ）の患者がテトリスをプレイすることにより、心に傷を受けた過去の事件をフラッシュバックする回数が軽減される実験結果を発表した。博士は単純にテトリスを勧めているわけではないが、この催眠効果がトラウマの記憶を軽減させるのは事実だという。

## 用語の歴史
Earling（1996）によれば、この用語への最初の言及は、Gareth Kidd in February, 1996である。Kiddは"何日後にも思い出されるゲームの像"、また"外界にあるどんなものでも、4つの四角形から構成されるように考える傾向や、それが'どこにフィットするか'を決めようとする考え"と記述している。Kiddは、この語はオーストラリアのアデレードで、あるコンピュータゲームプレーヤーの間で生じたとしている。